# OnAir
OnAir（オンエアー）は株式会社キャストの運営する動画共有サイトである。YouTubeに代表される他の動画共有サイトと同様、無料で動画を投稿ならびに視聴できる。
2007年6月11日にサービス開始。2011年1月31日をもってサービス終了。

## 特徴
特徴的な機能としては下記がある。
- 動画の中の一場面をサムネイルとして切り出し、それにコメントを付ける（「しおり」と呼ばれている）
- 動画投稿者によるアフィリエイト商品の表示
- 地図上への動画のマッピング
- 動画と動画のリンク
- DoCoMoでの動画再生

また、動画の変換については下記のような特徴がある。
- 変換前のアスペクト比（縦横比）を変換後も保持する（ピクセル比に左右されない）
- Windows Media Video 9（WMV9）の動画を変換可能